# Mountainbike-Weltmeisterschaften 2018
Die 31. Mountainbike-Weltmeisterschaften fanden vom 5. bis 9. September 2018 in Lenzerheide in der Schweiz statt.

## Ergebnisse Männer

### Elite Cross-country
| Platz | Land | Sportler             | Zeit         |
| ----- | ---- | -------------------- | ------------ |
| 1     | SUI  | Nino Schurter        | 1:29:21 Std. |
| 2     | ITA  | Gerhard Kerschbaumer | 1:29:32 Std. |
| 3     | NED  | Mathieu van der Poel | 1:30:35 Std. |

### U23 Cross-country
| Platz | Land | Sportler            | Zeit         |
| ----- | ---- | ------------------- | ------------ |
| 1     | RSA  | Alan Hatherly       | 1:21:22 Std. |
| 2     | USA  | Christopher Blevins | 1:21:49 Std. |
| 3     | NED  | David Nordemann     | 1:22:27 Std. |

### Junioren Cross-country
| Platz | Land | Sportler             | Zeit         |
| ----- | ---- | -------------------- | ------------ |
| 1     | SUI  | Alexandre Balmer     | 1:13:45 Std. |
| 2     | GER  | Leon Reinhard Kaiser | 1:13:47 Std. |
| 3     | FRA  | Mathis Azzaro        | 1:14:58 Std. |

### Elite Downhill
| Platz | Land | Sportler    | Zeit          |
| ----- | ---- | ----------- | ------------- |
| 1     | FRA  | Loïc Bruni  | 2:55,114 Min. |
| 2     | BEL  | Martin Maes | 2:55,327 Min. |
| 3     | GBR  | Danny Hart  | 2:55,419 Min. |

### Junioren Downhill
| Platz | Land | Sportler        | Zeit          |
| ----- | ---- | --------------- | ------------- |
| 1     | GBR  | Kade Edwards    | 3:03,225 Min. |
| 2     | AUS  | Kye A’Hern      | 3:07,635 Min. |
| 3     | CAN  | Elliot Jamieson | 3:08,663 Min. |

## Ergebnisse Frauen

### Elite Cross-country
| Platz | Land | Sportlerin     | Zeit         |
| ----- | ---- | -------------- | ------------ |
| 1     | USA  | Kate Courtney  | 1:34:55 Std. |
| 2     | DEN  | Annika Langvad | 1:35:42 Std. |
| 3     | CAN  | Emily Batty    | 1:36:53 Std. |

### U23 Cross-country
| Platz | Land | Sportlerin        | Zeit         |
| ----- | ---- | ----------------- | ------------ |
| 1     | SUI  | Alessandra Keller | 1:22:53 Std. |
| 2     | SUI  | Sina Frei         | 1:24:15 Std. |
| 3     | ITA  | Marika Tovo       | 1:24:33 Std. |

### Juniorinnen Cross-country
| Platz | Land | Sportlerin      | Zeit         |
| ----- | ---- | --------------- | ------------ |
| 1     | AUT  | Laura Stigger   | 1:09:46 Std. |
| 2     | CZE  | Tereza Saskova  | 1:12:49 Std. |
| 3     | GBR  | Harriet Harnden | 1:13:23 Std. |

### Elite Downhill
| Platz | Land | Sportlerin      | Zeit          |
| ----- | ---- | --------------- | ------------- |
| 1     | GBR  | Rachel Atherton | 3:15,738 Min. |
| 2     | GBR  | Tahnée Seagrave | 3:25,721 Min. |
| 3     | FRA  | Myriam Nicole   | 3:26,414 Min. |

### Juniorinnen Downhill
| Platz | Land | Sportlerin     | Zeit          |
| ----- | ---- | -------------- | ------------- |
| 1     | AUT  | Valentina Höll | 3:39,726 Min. |
| 2     | USA  | Anna Newkirk   | 3:50,607 Min. |
| 3     | NOR  | Mille Johnset  | 3:56,420 Min. |

## Ergebnisse Mixed

### Staffel
| Platz | Land | Sportler                                                                                  | Zeit         |
| ----- | ---- | ----------------------------------------------------------------------------------------- | ------------ |
| 1     | SUI  | Filippo Colombo Alexandre Balmer Sina Frei Jolanda Neff Nino Schurter                     | 1:00:00 Std. |
| 2     | GER  | Leon Reinhard Kaiser Elisabeth Brandau Maximilian Brandl Ronja Eibl Manuel Fumic          | 1:00:13 Std. |
| 3     | DEN  | Sebastian Carstensen Alexander Young Andersen Annika Langvad Malene Degn Simon Andreassen | 1:00:34 Std. |

## Medaillenspiegel
Stand nach elf Wettbewerben
| Platz | Land                   | Gold | Silber | Bronze | Gesamt |
| ----- | ---------------------- | ---- | ------ | ------ | ------ |
| 1     | Schweiz                | 4    | 1      | -      | 5      |
| 2     | Vereinigtes Königreich | 2    | 1      | 2      | 5      |
| 3     | Österreich             | 2    | -      | -      | 2      |
| 4     | Vereinigte Staaten     | 1    | 2      | -      | 3      |
| 5     | Frankreich             | 1    | -      | 2      | 3      |
| 6     | Südafrika              | 1    | -      | –      | 1      |
| 7     | Deutschland            | -    | 2      | -      | 2      |
| 8     | Dänemark               | -    | 1      | 1      | 2      |
| 8     | Italien                | -    | 1      | 1      | 2      |
| 10    | Australien             | -    | 1      | -      | 1      |
| 10    | Belgien                | -    | 1      | -      | 1      |
| 10    | Tschechien             | -    | 1      | -      | 1      |
| 13    | Kanada                 | -    | -      | 2      | 2      |
| 13    | Niederlande            | -    | -      | 2      | 2      |
| 15    | Norwegen               | -    | -      | 1      | 1      |